# Cattleya brevipedunculata
Cattleya brevipedunculata là một loài thực vật có hoa trong họ Lan. Loài này được (Cogn.) Van den Berg mô tả khoa học đầu tiên năm 2008.